# Осново
Осново (пол. Osnowo, нім. Osnowo, 1942-1945: Kulmischosnau) — село в Польщі, у гміні Хелмно Хелмінського повіту Куявсько-Поморського воєводства.
Населення — 94 особи (2011).

## Демографія
Демографічна структура станом на 31 березня 2011 року:
|          | Загалом | Допрацездатний вік | Працездатний вік | Постпрацездатний вік |
| -------- | ------- | ------------------ | ---------------- | -------------------- |
| Чоловіки | 46      | 16                 | 23               | 7                    |
| Жінки    | 48      | 11                 | 30               | 7                    |
| Разом    | 94      | 27                 | 53               | 14                   |